# Sisseton

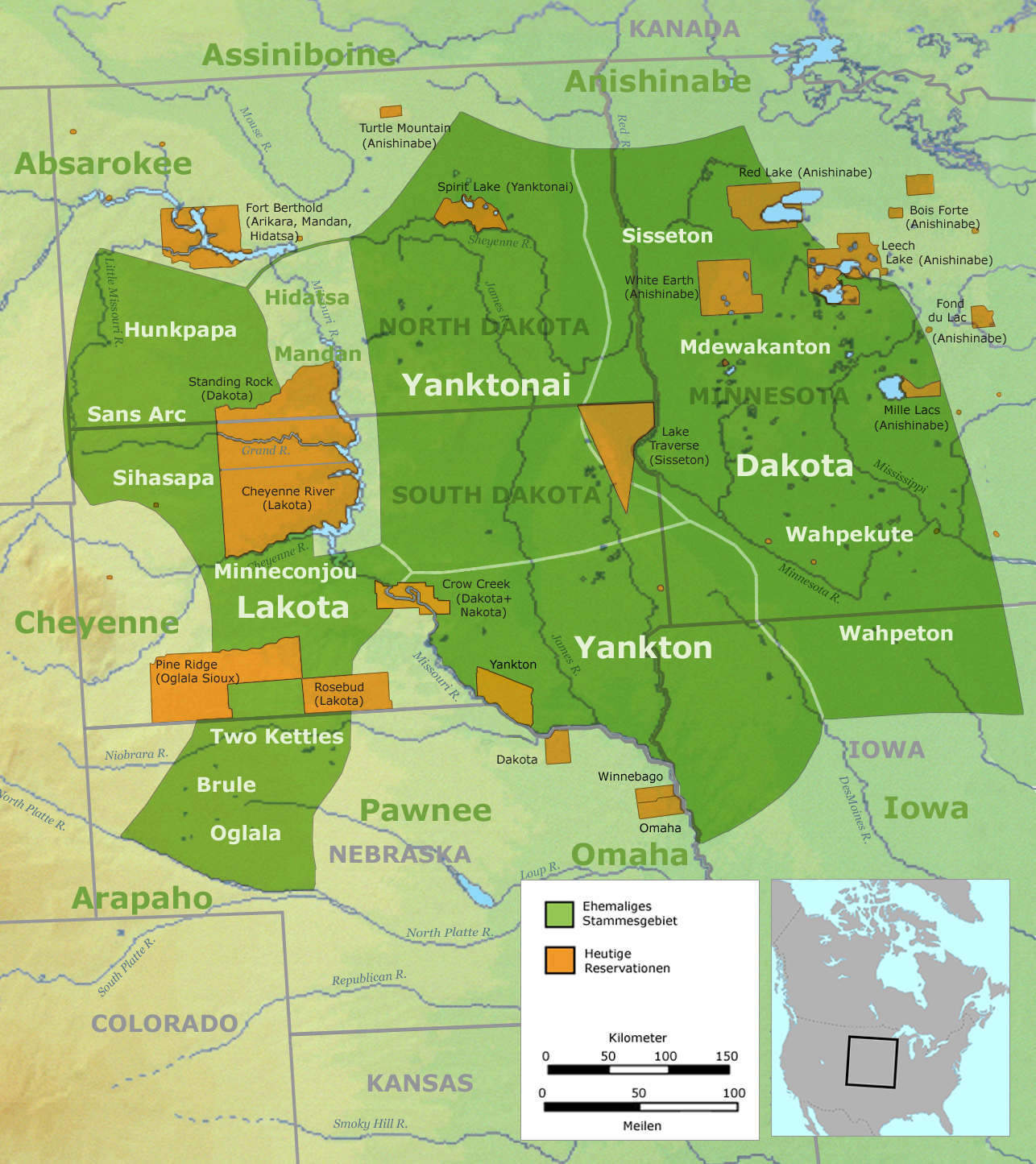
Ehemalige Stammesgebiete der Sioux-Gruppen: der Östlichen Dakota (inklusive der Sisseton), der benachbarten Westlichen Dakota (Yanktonai und Yankton) sowie Lakota-Stämme und heutige Reservationen

Die Sisseton oder Sisíthuŋwaŋ (‘Dwellers in the Swamps’, ‘Fish Ground Dwellers’, ‘Marsh Dwellers’, ‘People of the Marsh’) sind einer der vier Otonwepi (Untergruppen) der Östlichen Dakota, der östlichen Dialekt- und Stammesgruppe der Sioux aus der Sioux-Sprachfamilie.
Man vermutet, dass die Mdewakanton / Mdewakaŋtoŋwaŋ / Bdéwákhathuŋwaŋ die Ursprungsgruppe bildeten, von der sich die anderen drei Östlichen Dakhóta-Gruppen (Otonwepi), die Sisseton / Sisíthuŋwaŋ, die Wahpeton / Waȟpéthuŋwaŋ sowie die Wahpekute / Waȟpékhute, irgendwann getrennt haben. Einst wurden nur die Mdewakanton und später die eng verwandten und verbündeten Wahpekute als „Santee“ bezeichnet, später übertrug man diese Bezeichnung auf alle Otonwepi (Gruppen) der Östlichen Dakhóta, so dass man heute unter „Santee“ meist die ganze Stammesgruppe versteht. Dies verdeutlicht nochmals ihre große Bedeutung innerhalb der Östlichen Dakhóta; zudem waren wie bereits erwähnt die Mdewakanton innerhalb der Očhéthi Šakówiŋ („Sieben Ratsfeuer der Sioux“) die führende Otonwe / Tȟuŋwaŋ.
In der Literatur sowie Fachliteratur wurden (werden) die „Östliche Dakhóta“ oftmals auch als Santee-Sisseton oder einfach als Santee-Dakota bzw. Santee-Sioux bezeichnet.
Die „Östliche Dakhóta“ sind hierbei jedoch von dem östlichen Sioux-Stamm der Santee (auch: Zantee, Seretee, Seratee, Sattee), die einst entlang des Mittellaufs des gleichnamigen Santee Rivers in South Carolina lebten, zu unterscheiden.

## Očhéthi Šakówiŋ oder die Sieben Ratsfeuer der Sioux
Die Sioux bildeten eine lose Allianz von drei regionalen Dialekt- und Stammesgruppen, die sie Oceti Sakowin oder Očhéthi Šakówiŋ („Das Feuer der sieben Stämme“, „Die sieben Ratsfeuer“) nannten, da sie aus sieben Otonwepi (bluts- sowie sprachverwandte Untergruppen; Singular: Otonwe bzw. Tȟuŋwaŋ) bestanden. Zu den Očhéthi Šakówiŋ gehörten (von Ost nach West) die vier Otonwepi der Östlichen Dakota (Mdewakanton, Wahpekute, Sisseton und Wahpeton), die zwei Otonwepi der Westlichen Dakota (Yankton und Yanktonai) sowie als größte Otonwe/Tȟuŋwaŋ die Lakota/Teton selbst:
1. (Östliche) Dakota oder Dakhóta (auch: Santee-Sisseton oder Santee)
- Santee (Isáŋyathi - ‘Knife Makers’) oder „Upper Council of the Dakota“, „Upper Sioux“
  - Mdewakanton oder Mdewakaŋtoŋwaŋ / Bdéwákhathuŋwaŋ (‘Dwellers of the Spirit Lake/Sacred Lake’ – „Bewohner/Volk des/am Bdé Waḳaŋ / Mde Waḳaŋ, d. h. Mille Lacs Lake“)
  - Wahpekute oder Waȟpékhute (‘Shooters Among the Trees’ – „Schützen im Laubwald“, nomadisierende Gruppe, daher fehlt der Namenszusatz Tȟuŋwaŋ bzw. Othúwahe – „Dorf“ oder „Siedler“)
- Sisseton oder „Lower Council of the Dakota“, „Lower Sioux“
  - Sisseton oder Sisíthuŋwaŋ (‘Dwellers in the Swamps’, ‘Fish Ground Dwellers’, ‘Marsh Dwellers’, ‘People of the Marsh’)
  - Wahpeton oder Waȟpéthuŋwaŋ (‘Dwellers Among the Leaves’)

2. Westliche Dakota oder Dakȟóta (auch: Yankton-Yanktonai), früher fälschlich als Nakota bezeichnet (dem Autonym der feindlichen Stoney und Assiniboine)
- Yankton oder Iháŋktȟuŋwaŋ (‚People of the End [of the Village]‘, ‚Village at the End‘)
- Yanktonai oder Iháŋktȟuŋwaŋna (‚People of the End [of the Little Village]‘, ‚Little Dwellers at the End‘, ‚Little Village at the End‘)

3. Lakota oder Thítȟuŋwaŋ / Teton („Bewohner der Prairie, d. h. der Ebenen“)
Die Mdewakanton waren bis zum Aufstand der Östlichen Dakota 1862 in Minnesota die führende Otonwe / Tȟuŋwaŋ der Očhéthi Šakówiŋ, mussten aber als Folge der Niederlage, bei der sie große Verluste an Menschen und Kampfkraft erlitten, ihre Stellung innerhalb der Allianz an die größte Óšpaye/Oyate (Stamm) der Lakota, den Oglala, abtreten.
Ursprünglich zählten die Assiniboine (und deren enge Verwandte, die Stoney) ebenfalls zu den Sioux-Völkern, hatten sich jedoch bereits Mitte des 17. Jahrhunderts mit den zahlreicheren Woodland und Plains Cree verbündetet und eine starke Handels- und Militärallianz gegründet, die bald als Cree-Assiniboine bzw. Cree-Konföderation oder Iron Confederacy („Eiseren Konföderation“) bezeichnet wurde, die verbündeten Stämme bezeichneten diese Allianz nach den zwei dominierenden Völkern einfach als Nehiyaw-Pwat (in Cree: Nehiyaw – „Cree“ und Pwat oder Pwat-sak – „Sioux (Feinde)“). Bereits im 17. Jahrhundert berichteten die europäischen Händler und Reisenden, dass die Assiniboine als Zweitsprache das Cree nutzen – viele Cree Bands sprachen ebenfalls Assiniboine. Als mächtige Zwischenhändler im Pelzhandel gelangten diese daher auch an europäische Waffen und diese bessere Waffenausrüstung gestattete der Cree-Assiniboine-Konföderation die Expansion nach Westen, Süden und Norden, wobei sie militärisch gegen die Chipewyan im Norden und die Dakota im Süden (1670–1700) vorgingen. Spätestens als Anfang des 18. Jahrhunderts sich west- und südwestwärts gezogenen Bands der Manitoba Saulteaux/Westliche Saulteaux (Plains Ojibwe) (Erzfeinde der Sioux-Völker) der Cree-Assiniboine-Konföderation anschlossen und nun gemeinsam gegen benachbarte Stämme vorgingen, betrachteten die Sioux (Östliche Dakota, Westliche Dakota und Lakota) die Assiniboine und Stoney nicht mehr zu den Očhéthi Šakówiŋ / Oceti Sakowin zugehörig – da diese nun zu ihren Feinden zählten, wurden sie einfach als Hohe („Rebellen“) bezeichnet.

## Stämme und Bands der Sisseton
Wie bereits erwähnt, bildeten die Sisseton (Sisíthuŋwaŋ) zusammen mit drei weiteren Otonwepi (bluts- sowie sprachverwandte Untergruppen; Singular: Otonwe bzw. Tȟuŋwaŋ) – den Wahpeton (Waȟpéthuŋwaŋ), den Mdewakanton (Mdewakaŋtoŋwaŋ) und den Wahpekute (Waȟpékhute) zusammen die Östlichen Dakhóta.
Ebenso wie die „Očhéthi Šakówiŋ (Sieben Ratsfeuer der Sioux)“ unterteilten sich die Sisseton selbst wiederum in sieben Óšpayepi oder Oyate (Singular: Óšpaye, Stämme), die wiederum in zahlreiche separate Thiyóšpaye (Bands) aufgeteilt waren. Jede Thiyóšpaye wurde durch einen eigenen Ithacha / Itháŋčhaŋ (Häuptling) und einen diesen beratenden Stammesrat – bestehend aus den Anführern der Okhódakichiye (Krieger- bzw. Militärgesellschaften), den Akíčhita/Akichita (wörtlich: „Krieger, Soldat“, fungierten als Lagerpolizei) sowie zudem Waphíya wičhášta (Heiliger Mann, in der Funktion eines Priesters) und Phežúta Wičhášta (Heiler oder Geistheiler). Daneben gab es auch noch den Kriegshäuptling, der die Krieger im Krieg anführte. Die einzelnen Bands (meist ca. 50 bis zu 100 Personen) wiederum unterteilten sich nochmals in mehrere Wicoti (Lokalgruppen) (engl. local bands), die sich aus einer bzw. mehreren Großfamilien (engl. extended families) zusammensetzten und gemeinsam ein Wichóthipi (Lager (Camp)) bildeten; somit waren deren Angehörige durch Blut, Heirat und Adoption miteinander verbunden. Die kleinste organisatorische Einheit bildete die Thiwáhe/Tiwahe (Kernfamilie), die meist ein Thípi („Behausung“, mit dem Begriff wurde sowohl das Erdhaus als auch das Tipi bezeichnet) oder zwei benachbarte Tipis bewohnte und somit einen gemeinsamen Tiohnake (Haushalt) bildete.
Manchmal werden jedoch die hier als „Otonwepi“ bezeichneten vier Gruppen der Östlichen Dakhóta innerhalb der Očhéthi Šakówiŋ („Sieben Ratsfeuer der Sioux“ – bestehend aus sieben Otonwepi) nicht als Otonwepi (Untergruppen), sondern als Óšpayepi/Oyate betrachtet (im Sinne von Bands begriffen; im Unterschied zum Otonwepi-Konzept, das unter dieser Bezeichnung Stämme versteht), die nach dieser Auffassung mehrere Thiyóšpaye (Großfamilien; im Unterschied zum Otonwepi-Konzept, das unter dieser Bezeichnung Bands versteht) umfassten, die sich wiederum aus zahlreichen Thiwáhe/Tiwahe (Kernfamilien) zusammensetzten. Im Otonwepi-Konzept ist die Thiyóšpaye hingegen eine Band, die sich wiederum in mehrere Wicoti (Lokalgruppen – bestehend aus einer bzw. mehreren Großfamilien) unterteilt, wobei die kleinste soziale Einheit die Thiwáhe/Tiwahe (Kernfamilie) bildet.
Ich folge bei der Listung dem Otonwepi-Konzept (d. h. die hier als Óšpayepi / Oyate von mir gelisteten Gruppen werden lt. anderer Auffassung als Thiyóšpaye (Band) betrachtet):
1. Óšpaye / Oyate
  - a: Wita waziyata otina (‘Dwellers of the Northern Island’, ‘North Island Dwellers’, North Island) ist eine Insel im Lake Traverse (Bde Hdakiåyaå)[9]
  - b: Ohdihe (‘Falling headfirst’)
2. Óšpaye / Oyate
  - a: Basdece sni / Basdecesni (‘Those who do not split [the buffalo backbone]’)
  - b: Itokah tina / Itokahtina (‘Dwellers at the South’, einer Insel im Lake Traverse)
3. Óšpaye / Oyate
  - Okahmi Otonwe / Kahmiatonwan (‘Village at the Bend’)
    - a: True Okahmi Otonwe
    - b: Canska Otina / Cansdacikana (‘little place bare of wood’)
    - c: Manin tina (‘Those who pitched their tents away from the main camp’)
    - d: Keze (‘Barbed as a fishhook’, spöttische Bezeichnung durch benachbarte Bands)
4. Óšpaye / Oyate
  - Cankute (‘Shooters at tree’, ‘Shoot at trees’, ebenfalls eine spöttische Bezeichnung durch benachbarte Bands)
5. Óšpaye / Oyate[10]
  - a: Ti Zaptan / Tizaptan (‘Five Lodges’)
  - b: Okopeya (‘In danger’)
6. Óšpaye / Oyate
  - Kapoza (‘Those who travel with light burdens’, ‘Light baggage’, da sie stets umherwanderten)
7. Óšpaye / Oyate
  - Abdowapuskiyapi / Abdowapushkiyapi (‘Dry on their shoulders’, ‘They who dry meat on their shoulders’)
    - a: Maka ideya (‘Prairie Fire’)
    - b: Wanmdiupi duta (‘Red Eagle Feather’)
    - c: Wanmdi nahoton (‘Sounding Eagle’)

## Kultur und Lebensweise
Die Sisseton wurden in ihrer Kultur von den benachbarten feindlichen Algonkinstämmen beeinflusst und bildeten die Trennungslinie zwischen der Waldland- und Präriekultur.
Die Sitten bei Brautwerbung und Hochzeit waren bei allen Sioux-Stämmen ähnlich. Nach alten Überlieferungen musste sich ein junger Mann seinen Namen verdient haben, bevor er auf Brautwerbung gehen konnte. Um die Aufmerksamkeit einer jungen Frau zu erlangen, spielte er eine Melodie auf einem Musikinstrument, das Cotanka genannt wurde und aus dem Flügel eines Vogels oder aus Holz gefertigt wurde. Dann besuchte er sie im Tipi ihrer Familie oder er traf sie beim Wasserholen. Er brachte den Brauteltern auch erlegtes Wild als Geschenk, um zu zeigen, dass er eine Familie ernähren konnte. Das Mädchen wiederum musste ihre Fähigkeiten als Hausfrau nachweisen. Wenn beide Seiten einverstanden waren, wurde die Hochzeit mit einem öffentlichen Fest gefeiert. Zuvor war ein neues Tipi gemeinsam von den Frauen des Dorfes angefertigt worden, das je nach Größe aus 12 bis 16 Büffelhäuten und einem Grundgerüst aus drei Pfosten bestand. Am Ende des Festes wurde das Brautpaar von der Hochzeitsgesellschaft in sein neues Tipi eskortiert. Wenn die junge Frau ihr erstes Baby bekam, verließ der Ehemann das Dorf und ging gemeinsam mit seinem Vater auf die Jagd, bis das Kind geboren war. Die schwangere Frau blieb in der Obhut ihrer Familie, speziell einer älteren Frau. Das Neugeborene wurde gewaschen, in Windeln gewickelt und auf ein sorgfältig verziertes Wiegenbrett gebunden. Die Kinder bekamen bestimmte Namen, die von der Reihenfolge der Geburt abhingen. Kinder unter vier Jahren schliefen bei ihren Eltern oder Großeltern, dann bekamen sie ein eigenes Lager. Ein Kind sah jeden Bruder seines Vaters ebenfalls als Vater an und die Schwestern der Mutter jeweils als Mutter.
Der Vater einer Familie war der Jäger und Beschützer. Die Mutter war für den Anbau von Mais, Bohnen und Squash zuständig und sammelte Wildgemüse und Wildreis. Die Frauen waren auch für Ab- und Aufbau des Tipis zuständig sowie für die Herstellung und Reparatur der Unterkunft.
Die Männer stellten ihre Jagd- und Kriegswaffen her, die von den Frauen nicht berührt werden durften. Einige Arbeiten wurden auch gemeinsam erledigt, wie zum Beispiel die Herstellung von Wiegenbrettern, Paddeln, Kanus, Schalen und Löffeln. Die Frauen sammelten Binsen und Holz, kochten, gerbten Leder, reparierten und stellten Mokassins und Kleidung her, webten Matten, trockneten Fleisch und gruben nach essbaren Wurzeln. Es gab die Vielehe bei den Sisseton; es wurde zum Beispiel erwartet, dass ein verheirateter Bruder die Witwe seines im Kriege getöteten Bruders ebenfalls heiratete und die Kinder adoptierte. Es kam kaum vor, dass Kinder als Vollwaisen aufwuchsen.
In den Familien gab es selten Streit. Frauen und Kinder wurden im Allgemeinen gut behandelt. Unfruchtbarkeit der Frau war kein Grund zur Scheidung. Der Frau gehörte das Tipi und es kam manchmal vor, dass eine Frau ihren untreuen Ehemann hinauswarf. Ältere Menschen wurden mit großem Respekt behandelt. Wenn ein älteres Stammesmitglied den nahen Tod spürte, verließ es das Lager, um allein zu sterben. Wenn ein Lager verlegt wurde, ließ man die Sterbenden zurück.

## Politische Organisation
Bei den Familien-Clans war die Blutsverwandtschaft ebenso wichtig wie die persönliche Eignung. Der Stammesrat war die wichtigste Instanz bei der Führung des Stammes und jeder Clan hatte einen Wakincun genannten Repräsentanten als Ratsmitglied. Alle Mitglieder des Stammesrats hatten das gleiche Stimmrecht. In jedem Dorf gab es einen Ausrufer, der wichtige Entscheidungen des Stammesrats zu verkünden hatte.
In der zweiten Hälfte des 17. Jahrhunderts änderte sich der Erwerb der Häuptlingswürde. Individuelle Eignung und Macht wurde durch ein hereditäres System ersetzt, um Häuptling zu werden. Diese Stammesführer hatten nur begrenzte Macht. Der Stammesrat wählte die Akitcita, die eine Art Polizei darstellten. Alle Akitcita zusammen wurden Tiyotipi oder Soldiers lodge (Soldatenloge) genannt. Alle Krieger waren verpflichtet, als Akitcita zu dienen. Ein junger Mann wurde zum Krieger, wenn er einen Coup angebracht, einen Feind getötet oder skalpiert oder einen Freund gerettet hatte. Für jede dieser Taten gab es besondere Ehrenzeichen. Wenn ein Sisseton-Krieger zum Beispiel in ein feindliches Lager eingedrungen war, bekam er ein Warbonnet, das war ein am Kopf zu tragender Federschmuck.
Vor einer Büffeljagd wurden vier Krieger vom Stammesrat ausgesucht, die als Jagdführer fungierten und während der gesamten Jagd sogar den Häuptling überstimmen konnten.

## Geschichte

### Vertreibung durch die Anishinabe
Ursprünglich lebten sie gemeinsam mit den übrigen Sioux-Stämmen im Gebiet westlich der Großen Seen in der Gegend des Leech Lake, Mille Lacs Lake (in Dakhótiyapi (Santee-Sisseton): Mde wakan – ‘Spirit(ual) Lake/Mystic Lake’, dt. „Geistersee“ oder „mystischer, heiliger See“) und dem oberen Mississippi River im heutigen Minnesota (Mini Sota Makoce – ‘Land of Clouded Water’ – „Land des wolkigen, rauchenden Wassers“, sprich: Mi-NEE-SHO-tah-mah-KO-chay) wurden aber später von den feindlichen Anishinabe (Chippewa oder Ojibwe) nach Süden und Westen verdrängt.
Auf der Wanderung in ihre neuen Jagdgründe teilten sich die Sioux in drei große regionale Stammesgruppen, die sich im Dialekt und teilweise auch in ihrer Lebensweise und Kultur unterschieden – die im Osten zurückgebliebenen Dakota bzw. Östliche Dakota, die Westlichen Dakota bzw. Mittleren Dakota sowie die westwärts auf die Plains gezogenen Lakota, die seitdem auch als Teton (von Thítȟuŋwaŋ, Titonwan-kin – „Bewohner der Prairie, d. h. der Ebenen“) bekannt sind.
Die Sprecher der einzelnen Dialekte hatten keine Schwierigkeiten, einander zu verstehen. Während Dakhótiyapi (Santee-Sisseton) und Lakȟótiyapi heute noch von vielen Sioux gesprochen wird, ist die Dialektvariante des Dakȟótiyapi (Yankton-Yanktonai) nahezu ausgestorben.
Die Stammesgruppen bezeichneten sich selbst je nach Dialekt Lakota (Teton-Lakota), Dakȟóta (Westliche Dakota bzw. Mittlere Dakota) oder Dakhóta (Dakota bzw. Östliche Dakota), was alles in etwa „Verbündete“ oder „Alliierte“ bedeutet. Fälschlicherweise wurden früher die Westlichen Dakota als Nakota bezeichnet, allerdings nannten sich nur die den Sioux-Völkern feindlich gesinnten Assiniboine und Stoney Nakona oder Nakoda (ebenfalls „Verbündete“, „Alliierte“).
Der heute gebräuchliche Name Sioux ist ursprünglich eine abwertende Bezeichnung der Anishinabe (Ojibwe) für die Sioux-Völker sowie mit diesen sprachlich verwandter Stämme, allesamt Feinde der Anishinabe. In verschiedenen benachbarten Algonkinsprachen – wozu die Sprache der Anishinabe ebenfalls gehört – werden alle Irokesen bzw. Irokesisch-sprachigen Völker als Nadawa / Nadowe (wörtlich: „große (giftige) Schlange“) mit der Bedeutung von „große mächtige Feinde“ bezeichnet. Im Gegensatz hierzu ist das Lexem „Sioux“ eine kolonialfranzösische Kurzform von „Nadouessioux“, der damaligen Transkription des Ojibwe-Worts Natowessiw (Plural: Natowessiwak – „kleine Schlangen“) für alle Sioux-sprachigen Völker. Aus diesem Schimpfwort leitet sich Nadowe-is-iw-ug ab, was sinngemäß etwa bedeutet: „sie sind die geringeren Feinde“ oder „Feinde zweiter Ordnung“ (verglichen mit den Hauptfeinden aller Algonkin – den Irokesen).

### Neue Stammesgebiete
Zwischen 1700 und 1750 hatte die Pillager Band (in Anishinaabemowin: Makandwewininiwag – ‘Pillaging Men’ – ‘Plündernde Krieger’) der Anishinabe (Chippewa oder Ojibwe) die Dakota aus ihrer traditionellen Heimat rund um Mille Lacs Lake in Minnesota vertrieben, und die Sisseton mussten große Teile ihrer Heimat im Norden und Osten insbesondere östlich des Mississippi Rivers aufgeben – diese Gebiete wurden danach von der Red Lake Band, White Earth Band und der Leech Lake Band der Pillager Band kontrolliert. Nach einer erneuten großen Niederlage der Östlichen Dakota im Jahr 1790 in der Schlacht von Kathio unterwarfen sich viele Dakota-Gruppen der Pillager Band und integrierten sich innerhalb deren Totem-System – heute betrachten sich deren Nachkommen als Chippewa. Die Mehrheit der Östlichen Dakota-Gruppen jedoch zog immer weiter west- und südwärts und wurden oftmals Verbündete der ihnen in Waffen und Anzahl überlegenen Pillager Band in deren Kampf gegen die noch Widerstand leistenden Yanktonai und Yankton. Anfang des 19. Jahrhunderts trennte eine ca. 100 Meilen breite und 400 Meilen lange hart umkämpfte Grenze beide feindlichen Völkern – die attackierenden Anishinabe und die Dakota –, die Region reichte von den Flussgabelungen des Red Cedar River und Chippewa Rivers (Ḣaḣatuŋ[waŋ W]atpa) in Wisconsin nordwestwärts bis zum Pembina River im äußersten Nordwesten von Minnesota. Das Land nördlich des Mille Lacs Lake und des Crow Wing River (in Anishinaabemowin: Gaagaagiwigwani-ziibi – „Fluss der Rabenfeder“), einst fest unter Kontrolle der Dakota, gehörte ab ca. 1750 den feindlichen Anishinabe; alles Land südlich des Minnesota Rivers (Watpá Mnísota) gehörte den Dakota. Die Dakota führten hierauf immer wieder Vergeltungszüge auf Anishinabe-Siedlungen in ihrem einstigen Stammland durch – Big Sandy Lake, Pokegama Lake, Cass Lake, Leech Lake,
Lake Winnibigoshish, Red Lake sowie Dörfer in den Flusstäler des Red River of the North, Chippewa River und St. Croix River.
Laut Long (Exped. St Peters R., 1824) unterteilten sich die Sisseton in zwei große regionale Stammesgruppen:
Die Miakechakesa oder Lower / South Sisseton (ca. 1.000 Stammesmitglieder) lebten 1824 in der Region des Blue Earth River und des Cottonwood Rivers im Süden und Südwesten von Minnesota westwärts bis Coteau des Prairies im Osten von South Dakota. Laut Ramsey (1849) beanspruchten sie alles Land westlich des Blue Earth River bis zum James River in South Dakota. Der Crow Wing River begrenzte ab ca. 1750 ihr Stammesgebiet im Norden, auf der anderen Seite lebten die feindlichen Anishinabe.
Sie pflegten eine halbsesshafte Lebensweise (mit der charakteristischen Kombination aus dörflichem Ackerbau und Jagd), bewohnten saisonale Dörfer entlang der Flussläufe, bestellten dort die Felder (die Dörfer wurden nach der Ernte aufgegeben) und jagten im Winter entlang der Flüsse, zur Bisonjagd zogen sie westwärts bis zum Missouri River, wo das Land der Westlichen Dakota begann. Sie behielten größtenteils als Behausung das rechteckige oder runde kuppelförmige Erdhaus bei, manchmal wurde es nun auch durch Pfahlbauten, Gras- und Lehmhütten ergänzt; in ihrer ganzen Lebensweise waren sie fast nicht von den Yanktonai (Iháŋktȟuŋwaŋna) zu unterscheiden.
Die hingegen sesshaften Kahra oder Upper / Northern Sisseton (ca. 1.500 Stammesmitglieder) hatten ihre Hauptdöfrer nahe dem Lake Traverse (Bde Hdakiåyaå) und dem Big Stone Lake, an der Grenze von South Dakota und Minnesota. Zudem bewohnten sie weitere Dörfer entlang des Bois de Sioux River, Mustinka River, Otter Tail River und waren in Siedlungen bis zum Mississippi River anzutreffen (Lewis und Clark 1804). Ihre Lebensweise glich wiederum stark der der Yankton (Iháŋktȟuŋwaŋ).

### Abtretung der Stammesgebiete an die USA
In mehreren Verträgen zwischen 1830 und 1858 wurde das Stammesgebiet der Sisseton immer weiter verkleinert, bis das Gebiet den Indianern nicht mehr genügend Raum bot, um sich selbst zu ernähren. Sie waren nun von den jährlichen Lieferungen der Regierung abhängig, die zum Teil von korrupten Händlern verschoben wurden. 1854 war der Übergabepunkt der Jahreslieferung für die Sisseton und Wahpeton am Yellow Medicine River. In der Folgezeit wurden sie nach und nach in einem Reservat gesammelt. Ab 1861 verschlechterte sich die Lage der Sisseton noch weiter. Eine Missernte zwang sie, Nahrungsmittel auf Kredit bei den Händlern zu kaufen und sich zu verschulden. 1862 verzögerten sich außerdem die jährlichen Zahlungen der US-Regierung aufgrund des Sezessionskrieges. Die folgende Hungersnot im Reservat führte zum Sioux-Aufstand von 1862 in Minnesota. Am 23. September kam es am Wood Lake zur entscheidenden Schlacht, die mit einer Niederlage der Dakota endete. Der größte Teil der Indianer gab den Kampf auf und ließ seine Gefangenen frei. Der Aufstand war damit praktisch beendet und ein Teil der überlebenden Sisseton wurden in das Lake-Traverse-Reservat umgesiedelt.

## Demografie
Lewis und Clark schätzten die Sisseton 1804 auf etwa 800 Stammesmitglieder. 1853 betrug die Bevölkerung 2.500 Angehörige und 1886 wurden in dem Lake-Traverse-Reservat 1.496 Sisseton und Wahpeton gezählt. 1909 gab es 1.936 Sisseton und Wahpeton in dem Reservat und weitere 980 in North Dakota, die infolge des Sioux-Aufstands 1862 dorthin geflohen waren. Die Volkszählung aus dem Jahr 2000 ergab 5.115 Sisseton-Wahpeton im Reservat und 672 Sisseton in North Dakota.

## Heutige Stämme und First Nations der Sisseton

### Stämme in den USA
Die Sisseton sind heute in folgenden vier auf Bundesebene anerkannten Stämmen (federally recognized tribes) organisiert und eingeschrieben:
Vereinigte Staaten – North Dakota
- Spirit Lake Tribe (Mni Wakan Oyate)[15]  (die Spirit Lake Reservation (vormals: Devil's Lake Reservation), umfasst ca. 1.049 km², das größte Gewässer ist der Devils Lake, mit ca. 900 km² der größte Natursee des Staates, der sich über 320 km erstreckt, bedeutendster Fluss ist der Sheyenne River, der das Reservat auf ca. 80 km durchfließt und im Süden begrenzt. Verwaltungssitz: Fort Totten, North Dakota, Stammesgruppen: Dakota, Nakota, Stämme: Dakota: Sisseton (Sisituwan), Wahpeton und andere Gruppen. Yanktonai: Cutheads (Pabaksa, Paksa oder Natakaksa) der Upper Yanktonai (Ihanktonwana), Stammesmitglieder gesamt (Weiße und Indianer): 6.748, hiervon leben 4.238, darunter 3.587 Sioux, im Reservat)

Vereinigte Staaten – South Dakota
- Sisseton-Wahpeton Oyate of the Lake Traverse Reservation[16] (die Lake Traverse Reservation liegt im NO von South Dakota sowie einem kleinen Streifen im SW von North Dakota. Verwaltungssitz: Agency Village, nahe Sisseton, South Dakota, Stammesgruppe: Dakota, Stämme: Sisseton, Wahpeton, Stammesmitglieder gesamt (Weiße und Indianer): 66.020 (davon 9.958 Sioux), hiervon leben 10.922, darunter 4.393 Sioux, im Reservat)

Vereinigte Staaten – Minnesota
- Upper Sioux Community - Pejuhutazizi Oyate[17] (die heutige Bezeichnung als Upper Sioux rührt daher, dass die Sisseton und Wahpeton zusammen als upper bands der Dakota bezeichnet wurden, die Upper Sioux Indian Reservation (Pejuhutazizi Kapi - ‘The place where they dig for yellow medicine’) mit Verwaltungssitz ca. 8 km südlich von Granite Falls umfasst ca. 5,82 km² Fläche im Südwesten von Minnesota, Stammesgruppe: Dakota, Stämme: Sisseton, Wahpeton, Mdewakanton, Stammesmitglieder gesamt: 350, davon leben ca. 200 im Reservat)[18]

Vereinigte Staaten – Montana
- Fort Peck Assiniboine & Sioux Tribes[19] (die Fort Peck Indian Reservation mit Verwaltungssitz in Poplar erstreckt sich im Nordosten Montanas nördlich des Missouri Rivers von West nach Ost ca. 180 km und von Süden nach Norden ca. 65 km und umfasst ca. 8.290 km², Stammesgruppen: Lakota, Dakota, Nakota, Stämme: Hunkpapa, Cutheads (Pabaksa, Paksa oder Natakaksa) der Upper Yanktonai (‘Ihanktonwana’), Sisseton, Wahpeton sowie folgende Gruppen der Assiniboine: Hudesabina (‘Red Bottom’), Wadopabina (‘Canoe Paddler’), Wadopahnatonwan (‘Canoe Paddlerrs Who Live on the Prairie’), Sahiyaiyeskabi (‘Plains Cree-Speakers’), Inyantonwanbina (‘Stone People’) und die Fat Horse Band,[20] von den ca. 11.786 Stammesmitgliedern leben rund 6.000 auf der Reservation)

### First Nations in Kanada
Die Nachkommen der Sisseton sind heute Stammesmitglieder in vier First Nations (manchmal auch Bands genannt) in den Prärieprovinzen Manitoba und Saskatchewan in Kanada:
Kanada – Manitoba
- Dakota Plains First Nation (auch Dakota Plains Wahpeton First Nation, Verwaltungssitz ist Portage la Prairie, ca. 70 km westlich von Winnipeg am Assiniboine River nahe dem Lake Manitoba, das größte Reservat #6A befindet sich ca. 30 km südwestlich von Portage la Prairie und 104 km südwestlich von Winnipeg, 1972 teilte sich die Siedlung Sioux Village nahe Portage La Prairie in zwei First Nations – die Dakota Tipi First Nation, nahe Portage La Prairie und Dakota Plains First Nation, welche an die Long Plain First Nation grenzt, Stammesgruppe: Dakota, Stämme: Wahpeton, Sisseton, Reservat: Dakota Plains #6A, ca. 5,30 km², von den 260 Stammesmitgliedern leben 163 auf der Reservation)
- Sioux Valley Dakota First Nation[21] (vormals: Oak River Sioux Band, für die heutige First Nation wurde 1873 unter der Führung von Wambdiska (Dolmetscher), Tahampagda (Rattling Moccasins) und dem Häuptling Taninyanhdinazin (Came into sight)  43 km nordwestlich von Brandon, Manitoba, das Oak River Reserve (‘Wipazoka Wakpa’, später Sioux Valley Dakota Nation genannt) errichtet, Verwaltungssitz ist Griswold, Manitoba, Stammesgruppe: Dakota, Stämme: Sisseton, Wahpeton, sowie einige Mdewakanton und Wahpekute, Reservate: Fishing Station #62A, Sioux Valley Dakota Nation, ca. 42,01 km², von den 2.434 Stammesmitgliedern leben 1.368 auf der Reservation)

Kanada – Saskatchewan
File Hills Qu'Appelle Tribal Council
- Standing Buffalo Dakota First Nation[23] (benannt nach Häuptling Tatankanaje (Standing Buffalo), der zusammen mit Häuptling Wapahska (Whitecap), nach dem Sioux-Aufstand von 1862 in Minnesota nach Norden in die Plains von Kanada floh, liegt das Reservat der First Nation ca. 8 km nordwestlich von Fort Qu'Appelle im Süden von Saskatchewan, Verwaltungssitz ist Fort Qu'Appelle, Stammesgruppe: Dakota, Stämme: Sisseton, Wahpeton, einige Wahpekute, Reservat: Standing Buffalo #78, ca. 22,46 km², von den 1.212 Stammesmitgliedern leben 444 auf der Reservation)

Saskatoon Tribal Council
- Whitecap Dakota First Nation#94[25] (vormals: Moose Woods Sioux Band, Häuptling Wapahska (Whitecap) floh zusammen mit Häuptling Tatankanaje (Standing Buffalo) nach dem Sioux-Aufstand von 1862 nach Norden in die Plains von Kanada, Ende der 1860er jagte diese Stammesgruppe vom heutigen Saskatoon am South Saskatchewan River nordwestlich bis zum North Saskatchewan River sowie westwärts bis zu den Cypress Hills in Alberta, traditionellen Stammesgebieten ihrer vormaligen Feinde – der Plains Assiniboine und Plains Cree, das heutige Reservat Whitecap #94 liegt 29 km südlich von Saskatoon entlang des Chief Whitecap Trail (Hwy 219), im Westen wird es durch den South Saskatchewan River und im Osten durch die Dundurn Militärbasis (CFAD Dundurn) begrenzt, Verwaltungssitz ist Whitecap, Saskatchewan, Stammesgruppe: Dakota, Stämme: Wahpeton, Sisseton, Reservat: Whitecap #94, ca. 18,95 km², von den 600 Stammesmitgliedern leben 283 auf der Reservation)

Zudem gibt es wahrscheinlich auch Nachkommen von einigen Sisseton unter den White Bear First Nations, die zumeist aus Angehörigen der Cree, Westlichen Saulteaux, Assiniboine (Nakota) und Dakota bestehen.